# Dennis (Massachusetts, város)
Dennis város az USA Massachusetts államában, Barnstable megyében. Lakosainak száma 14 674 fő (2020. április 1.).

## Népesség
A település népességének változása:

| 2010 | 14 207 |
| 2020 | 14 674 |